# Isn't She Great
Pour plus de détails, voir Fiche technique et Distribution.
Isn't She Great est un film américain réalisé par Andrew Bergman en 2000.

## Fiche technique
Sauf indication contraire, les informations mentionnées dans cette section peuvent être confirmées par la base de données cinématographiques IMDb,  présente dans la section « Liens externes ».
- Titre original : Isn't She Great
- Réalisation : Andrew Bergman
- Scénario : Paul Rudnick
- Musique : Burt Bacharach
- Direction artistique : Raymond Dupuis
- Décors : Rose Marie McSherry
- Costumes : Amy Burt, Jean-François Campeau et Susan C. MacQuarrie
- Photographie : Karl Walter Lindenlaub
- Montage : Barry Malkin
- Production : Mike Lobell
- Pays d'origine :  États-Unis
- Langue originale : anglais
- Format[1] : couleur (DeLuxe) - 35 mm - 1.85:1 (Panavision) - son DTS | Dolby Digital | SDDS
- Genre : comédie biographique
- Durée : 95 minutes
- Dates de sortie[2] :
  - États-Unis : 28 janvier 2000

## Distribution
- Bette Midler : Jacqueline Susann
- Nathan Lane : Irving Mansfield
- Stockard Channing : Florence Maybelle
- David Hyde Pierce : Michael Hastings
- John Cleese : Henry Marcus
- Amanda Peet : Debbie Klausman
- John Larroquette : Maury Manning
- Christopher McDonald : Brad Bradburn
- Dina Spybey : Bambi Madison
- Larry Block (en) : Herbie
- Frank Vincent : Aristotle Onassis
- James Villemaire :  Jim Morrison
- Paul Benedict : Professeur Brainiac
- Sam Street : Truman Capote